# Izet Dibra
Izet Dibra, születési nevén Izet Shatku (nevének ejtése izɛt dibɾa; Dibra, 1877. május 19. – Shkodra, 1964. február 11.) albán politikus, várospolitikus, jogász, 1930-tól 1932-ig Albánia közmunkaügyi minisztere. Faik Shatku (1889–1946) politikus bátyja.

## Életútja
Középiskolai tanulmányait szülővárosában, Dibrában (ma Bitola) végezte el, majd a Konstantinápolyi Egyetem jogi karának hallgatója volt. Ezt követően az Oszmán Birodalom közigazgatásában talált állást, és a ranglétrán felhágva alprefektusi tisztséget töltött be az ország több körzetében: Szorovicsban, Gramecsban, Alaszonyában, Kircsovában stb.
1920 után hazatért Albániába, 1922-ben a katonai bíróságon helyezkedett el. Ezzel párhuzamosan Tirana és Elbasan közéletébe is bekapcsolódott: 1922 januárja és 1923 júniusa között a főváros alprefektusa volt, egyidejűleg 1922-től 1924-ig, majd 1925-től 1927-ig Elbasan prefektusi tisztségét is betöltötte. Időközben 1923-tól 1925-ig a nemzetgyűlés képviselőjeként politizált, 1926-tól 1927-ig pedig a kormányszervek ellenőrzésére kirendelt bizottság főfelügyelője is volt. 1927 júliusa és 1928 júliusa között Tirana prefektusi, egyúttal polgármesteri feladatait látta el, 1928-tól 1930-ig pedig Shkodra városvezetője volt.
1930. március 16-ától 1932. december 7-éig Pandeli Evangjeli második és harmadik kormányában a közmunkaügyi tárcát vezette. E tisztségében jelentősen hozzájárult az agrárreform megszületéséhez és – jóllehet, akadozó – végrehajtásához. 1932-től 1939-ig másodszor is nemzetgyűlési képviselő volt.